# Iran Heavy
Iran Heavy — марка нефти, добываемая в Иране. Используется при установлении цены на другие марки экспортной нефти в регионе Персидского залива. Плотность составляет 30.2° API, содержание серы — 1.77%. Входит в экспортную корзину ОПЕК.
По данным FGE, на долю этой марки приходится около 45% от общего объема добычи нефти в Иране. Iran Heavy добывается в основном на месторождениях Гечсаран и Марун, а экспортируется через терминал, расположенный на острове Харк.
| Год  | Цена спот за баррель Iran Heavy, долл. |
| ---- | -------------------------------------- |
| 1995 | 16,26                                  |
| 1996 | 18,49                                  |
| 1997 | 18                                     |
| 1998 | 11,45                                  |
| 1999 | 16,93                                  |
| 2000 | 26,02                                  |
| 2001 | 21,67                                  |
| 2002 | 23,09                                  |
| 2003 | 26,33                                  |
| 2004 | 33,06                                  |
| 2005 | 48,32                                  |